# Дивізія А 1929—1930
Дивізія А 1929-30 — 18-ий сезон чемпіонату Румунії з футболу. Усі футбольні клуби країни були поділені на 12 регіональних ліг за територіальним принципом. Переможець кожної з ліг взяв участь у національному етапі. Титул вперше здобув Ювентус (Бухарест).

## Команди
У змаганнях брав участь також клуби Драгош Воде із українських Чернівців та Міхай-Вітязу із молдовського Кишинева, які на той час були у складі Румунії.

## Регіональний етап

### Перший раунд
| Команда 1            | Рахунок | Команда 2          |
| -------------------- | ------- | ------------------ |
| Дачія Уніря (Бреїла) | 4:2     | ДВА Галац          |
| Ювентус (Бухарест)   | 4:1     | Триколор (Плоєшті) |

### Другий раунд
| Команда 1            | Рахунок | Команда 2          |
| -------------------- | ------- | ------------------ |
| Вікторія (Констанца) | 0:1     | Триколор (Плоєшті) |

## Національний етап
| Регіон    | Команда                      |
| Арад      | Глорія ЧФР (Арад)            |
| Бухарест  | Ювентус (Бухарест)           |
| Брашув    | Брашувія (Брашув)            |
| Чернівці  | Драгош Воде (Чернівці)       |
| Кишинів   | Міхай-Вітязу (Кишинів)       |
| Клуж      | Університатя (Клуж)          |
| Крайова   | Олтул (Слатіна)              |
| Галац     | Дачія Уніря (Бреїла)         |
| Ясси      | Конкордія (Ясси)             |
| Орадя     | Стеруйнца (Орадя)            |
| Сібіу     | Соціататя Гімнастика (Сібіу) |
| Тімішоара | РГМ Тімішоара                |

### Перший раунд
| Команда 1                    | Рахунок  | Команда 2              |
| ---------------------------- | -------- | ---------------------- |
| 11-12 травня 1930            |          |                        |
| Олтул (Слатіна)              | 0:1      | РГМ Тімішоара          |
| Університатя (Клуж)          | 4:0      | Стеруйнца (Орадя)      |
| Конкордія (Ясси)             | 2:4      | Міхай-Вітязу (Кишинів) |
| Соціататя Гімнастика (Сібіу) | 0:0; +:- | Брашувія (Брашув)      |

### 1/4 фіналу
| Команда 1              | Рахунок | Команда 2                    |
| ---------------------- | ------- | ---------------------------- |
| 18-25 травня 1930      |         |                              |
| Драгош Воде (Чернівці) | 2:4     | Міхай-Вітязу (Кишинів)       |
| Дачія Уніря (Бреїла)   | 0:16    | Ювентус (Бухарест)           |
| Університатя (Клуж)    | 7:0     | Соціататя Гімнастика (Сібіу) |
| РГМ Тімішоара          | 0:1     | Глорія ЧФР (Арад)            |

### 1/2 фіналу
| Команда 1                 | Рахунок | Команда 2              |
| ------------------------- | ------- | ---------------------- |
| 29 травня - 1 червня 1930 |         |                        |
| Ювентус (Бухарест)        | 4:2     | Міхай-Вітязу (Кишинів) |
| Глорія ЧФР (Арад)         | 3:0     | Університатя (Клуж)    |

### Фінал
| Команда 1          | Рахунок | Команда 2         |
| ------------------ | ------- | ----------------- |
| 8 червня 1930      |         |                   |
| Ювентус (Бухарест) | 3:0     | Глорія ЧФР (Арад) |